# Bürgstein-Schwoikaer Schweiz

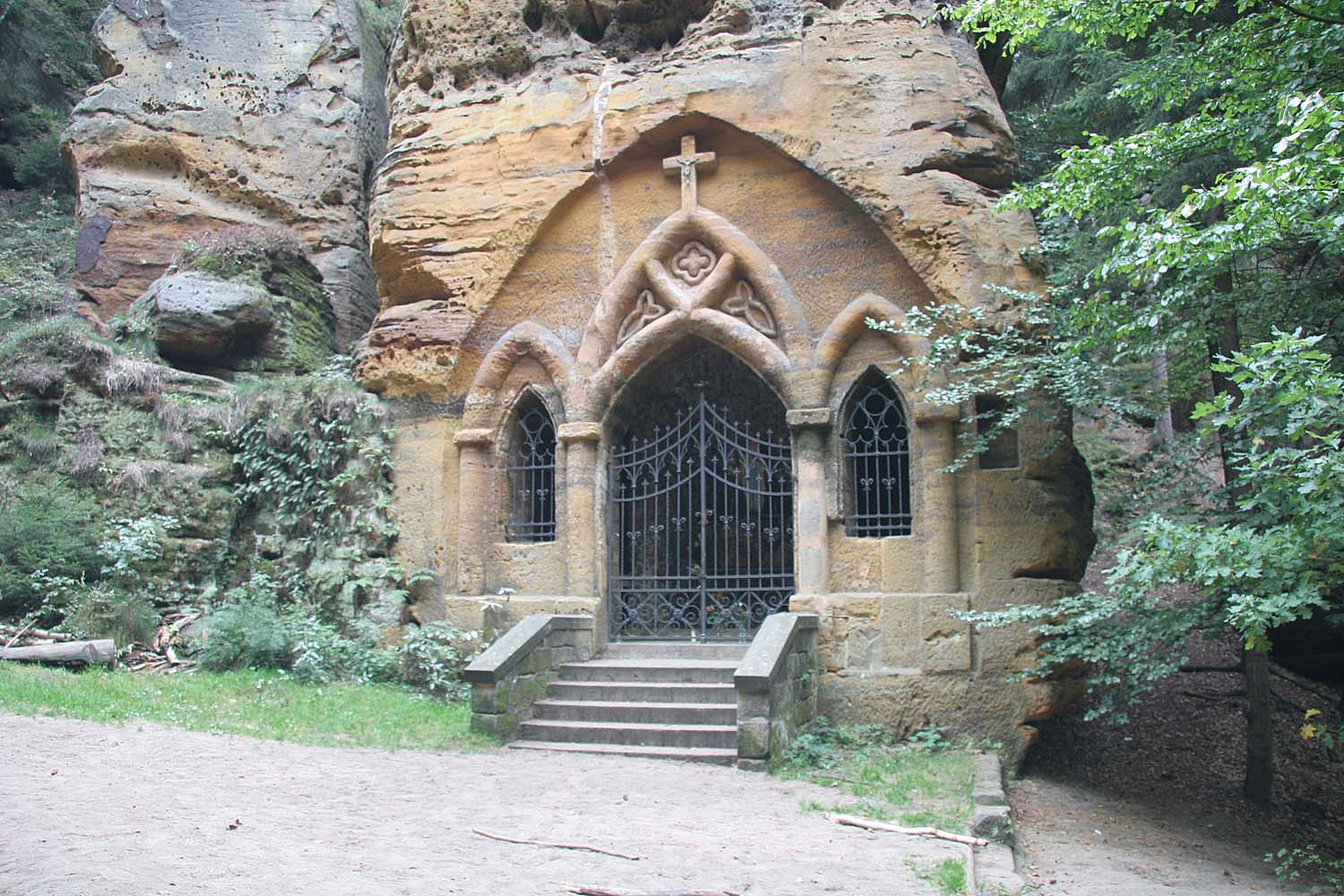
Felsenkapelle im Betgraben, das Wahrzeichen der Bürgstein-Schwoikaer Schweiz

Die Bürgstein-Schwoikaer Schweiz (Skály u Sloupu a Svojkova) liegt im Süden des Lausitzer Gebirges zirka drei Kilometer südöstlich von Nový Bor (Haida). Es umfasst die Hänge und Schluchten des Slavíček (Slabitschken) und des Tisový vrch (Eibenberg) zwischen Sloup v Čechách (Bürgstein) und Svojkov (Schwoika). Das Gebiet ist gekennzeichnet durch die sanften Berghänge und darin eingebetteten Sandsteinfelsen.

## Sehenswürdigkeiten
- Felsenburg Sloup (Einsiedlerstein) in Sloup
- Felsenkapelle im Betgraben
- Samuelhöhle

## Klettergebiet

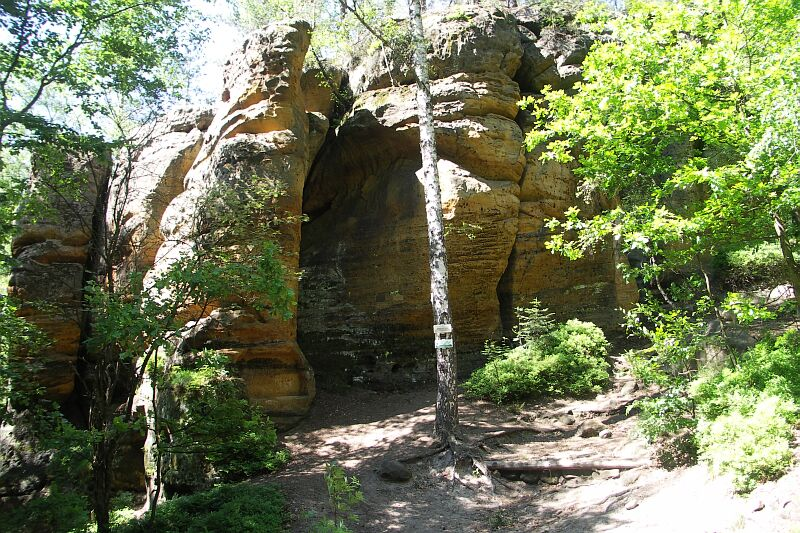
Felsengruppe im Betgraben

Die Bürgstein-Schwoikaer Schweiz ist eines der bedeutendsten Klettergebiete im Lausitzer Gebirge. Insgesamt 95 Klettergipfel und -massive dienen als Kletterziele. Außer der Weißen Frau – einer Basaltnadel – bestehen sämtliche Felsen aus einem sehr weichen Sandstein. Erste klettersportliche Aktivitäten gab es ab 1911 mit der Erstbesteigung des Kiefernturmes durch Rudolf Kauschka. Der bedeutendste Gipfel im Gebiet ist der Großvaterstein (Českolipska vez), welcher um 1925 erstmals bestiegen wurde. 
Für den bedeutendsten freistehenden Felsen im Gebiet, dem vierzig Meter hohen Einsiedlerstein besteht aus Gründen des Denkmalschutzes ein Kletterverbot.

## Literatur

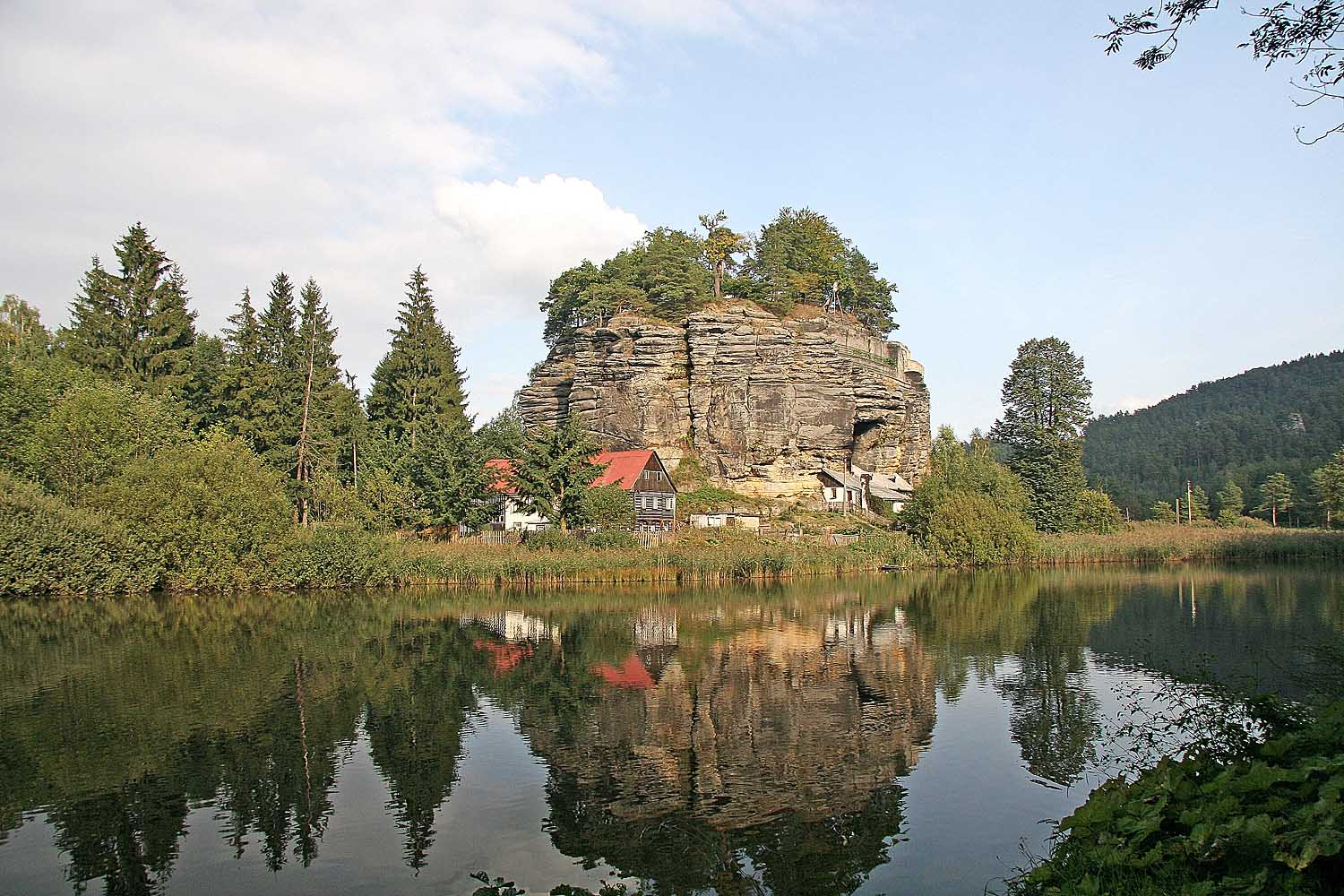
Einsiedlerstein

## Weblink
- Seite über Bürgstein

Koordinaten: 50° 43′ 59″ N, 14° 35′ 40″ O